# HD 160508
HD 160508 — двойная звезда в созвездии Геркулеса на расстоянии приблизительно 365 световых лет (около 112 парсек) от Солнца. Видимая звёздная величина звезды — +8,11m. Возраст звезды определён как около 5,55 млрд лет.

## Характеристики
Первый компонент (HD 160508 A) — жёлто-белая звезда спектрального класса G0 или F8V. Масса — около 1,14 солнечной, радиус — около 2,18 солнечного, светимость — около 5,959 солнечной. Эффективная температура — около 6014 K.
Второй компонент (HD 160508 B) — коричневый карлик. Масса — не менее 48 юпитерианского. Орбитальный период — около 178,905 суток. Удалён в среднем на 0,68 а.е..

## Планетная система
В 2019 году учёными, анализирующими данные проектов HIPPARCOS и Gaia, у звезды обнаружена планета HD 160508 c.